# Рахмонберди Мадазимов
Рахмонберди Мадазимов (узбек. Мадазимов Раҳмонберди Мухаммадизим Алам Ули) (1875—1933) био је оснивач и организатор позоришног покрета у Киргистану, оснивач, први директор, уметнички директор и главни директор најстаријег професионалног театра у средњој Азији ОШ Државни академски узбек мусиц и драмско позориште назван по Бабуру дао је велики допринос развоју културе и уметности Киргистана.

## Биографија
Мирзо Рахмонберди хаји син Мухаммадазим алама (Мадазимов) рођен је 1875. године у граду Ош. Он је, као и његов отац Мухаммадазим, био ауторитативан мула који је ходочастио у Меку, молио се чак и безнадежним озбиљно болесним пацијентима, био је познати теолог и проповедник ислама. У то вријеме било је изузетно мало људи који су знали писмо, Рахмонберди Мадазимов и његова дјеца припадали су том малом дијелу. Рахмонберди Мадазимов студирао је у руско-родној школи града Ош. Рахмонберди Хаји Мадазимов је писац, 1914—1915. у штампарији у канцеларији генералног гувернера Туркестан Территори у граду Ташкенту објавио своје двије књиге, "Ошнинг Тавсифи" (Карактеристика Оша), "Исмлар имлоси".
Године 1914, под вођством Рахмонберди Мадазимова, основана је позоришна група заједно са учитељем руско-родне школе града Ош Балтијоја Султанова.
Године 1918, под водством Рахмонбердија, био је у пратњи других просвијетљених мушкараца и жена у Осској регији. од локалних муслиманских глумаца. Први директор, уметнички директор и директор позоришне трупе Рахмонберди Мадазимов био је први оснивач и организатор позоришног покрета у Киргистану. 1919. године круг је формиран у драмску трупу. Касније су се трупи придружили уметници Абдукодир Исхоков, Исроиљон Исмоилов, Жалил Собитов. Ова трупа је служила не само развоју позоришне уметности, већ и развоју професионалне музичке уметности на југу Киргистана. Од репертоара трупе, поред позоришних представа, постављени су и бројни концертни програми, фолклорне мелодије за музичку пратњу представа, које су постале посебна фаза у развоју професионалних музичара. Касније је ова трупа постала основа за стварање Ошког државног академског музичког и драмског театра названог по Бабуру. Узбекистански академски музички и драмски театар у Ошу је друго најстарије професионално позориште у средњој Азији, након што је Узбекистански национални академски драмски театар назван по Кхамзи у граду Ташкенту (основан фебруара 1913-27.02.1914).
Директор, уметнички директор и директор театра Рахмонберди Мадазимов, као део позоришта, обишао је све округе Ош, где је извео представе и борио се против Басмацхиса оружјем уметности и културе. Стављајући представе у округе, знао је где се налазе басмацхис и места на којима се складишти њихово оружје. Он је, заједно са својим рођаком, оснивачем и првим начелником полиције града Ош, Балтохојом Султановом, активно учествовао у неутрализацији Басмацхиса. У својој колици, заједно са позоришним реквизитом, непримјетно је сакрио своје оружје од Црвених кроз подручја у којима су дјеловале банде басмацхија и тако снабдијевала Црвену армију оружјем и муницијом.